# Santa Rita de Minas
Santa Rita de Minas là một đô thị thuộc bang Minas Gerais, Brasil. Đô thị này có diện tích 67,594 km², dân số năm 2007 là 5787 người, mật độ 76,4 người/km².